# Breidenbach (Nördliche Zinsel)
Der Breidenbach ist der gut sieben Kilometer lange rechte Quellbach der Nördlichen Zinsel im Département Moselle in der Region Grand Est. Er wird manchmal auch als ihr Zufluss angesehen.

## Verlauf
Der Breidenbach entsteht im Bitscher Land aus mehreren Quellästen südöstlich von Goetzenbruck. Er fließt in Richtung Nordosten und vereinigt sich in Mouterhouse auf einer Höhe von etwa 226 m mit dem Moderbach  zur Nördlichen Zinsel.